# جيش إفريقيا الإسباني
الجيش الإسباني في أفريقيا كان جيشا إسبانيا من المشاة، ثكناته كانت بالمغرب الإسباني من أوائل القرن العشرين حتى استقلال المغرب سنة 1956.
أنشئ ذلك الجيش استجابة لمقاومة قبائل الريف التي لا تتزعزع دائمًا والتي قادت إلى حروب الريف. وخلال أدائه في الحرب الأهلية الإسبانية حيث أضحى باسم فيلق الجيش المغربي، فاكتسبت تلك القوات سمعة القتلة الوحشيين بين السكان والجيش من الجانب الجمهوري، كما كانوا يفعلون قبل بضع سنوات ضد قبائل الريف.
في بداية القرن 20 كانت المستعمرات الأسبانية في أفريقيا تضم كل من المغرب الأسباني، الصحراء الغربية وغينيا الاستوائية.

## المغرب الأسباني

خريطة المناطق الشمالية من المغرب والتي كانت تحت الحماية الأسبانية (1912 - 1956)

كان المغرب الإسباني الإقليم الأقرب إلى أسبانيا، إلى انه خلال الفترة 1910-1926، كان الأكثر صعوبة في السيطرة عليه. وأسفر تمرد جل الشعب المغربي في عام 1919 ضد حكم القوتين الاستعماريتين الأسبانية والفرنسية. بدء هذا التمرد بسحق الجيش الأسباني في معركة أنوال. ولم يتم إخماد ثورة قبائل الريف إلا بصعوبة كبيرة من قبل قوات فرانكو الأسبانية والفرنسية بعد عدة سنوات من القتال بالشمال المغربي.

## الحرب الأهلية الإسبانية والقوات الأهلية النظامية
كان جيش أفريقيا يتألف من القوات الأسبانية فضلا عن كل من الفيلق الإسباني (بالإسبانية: Legión Española)‏ والمجندين المغاربة محليا من المشاة والفرسان يبلغ تعدادها خمسين ألف جندي بقياده ضابط اسمه  المارشال محمد أمزيان ويُسمون القوات الأهلية النظامية (بالإسبانية: Regulares)‏. إجمالا، كان تعداد جيش أفريقيا 30,000 جنديا، وكان هو الأكثر مهنية وقوة قتالية فعالة ضمن الجيش الإسباني البالغ مجموعه 100,000 رجلا خلال عشرينيات وثلاثينيات القرن العشرين.
لعب جيش أفريقيا دورا رئيسيا خلال الحرب الأهلية الإسبانية ما بين 1936 و1939. جنبا إلى جنب مع وحدات أخرى في الجيش الإسباني، تمرد جيش أفريقيا ضد الجمهورية، وشارك في الانتفاضة الوطنية العسكرية ليوليو 1936. يوم 18 يوليو 1936، تولى الجنرال فرانسيسكو فرانكو القيادة العليا لهذه القوة.
سقط المغرب الأسباني في أيدي المجاهدين دون مقاومة كبيرة. الاهتمام الأولي كان لنقل الجيش الأفريقي إلى إسبانيا عن طريق البحر. إلا ان بعض ضباط طواقم السفن الحربية الأسبانية الذين انضموا إلى التمرد ظلوا على ولائهم للحكومة الجمهورية في مدريد. وهناك أعداد كبيرة من جيش أفريقيا وفقا لذلك تم نقلهم إلى إسبانيا في جسر جوي جريئة على طائرات النقل يونكرز وSavoia التي قدمتها ألمانيا وإيطاليا.
بعد هبوط هذه القوات في إسبانيا، كان هنالك انقسام في الجيش أفريقيا إلى عمودين، واحدة بقيادة الجنرال خوان ياغوي والآخر بقيادة الكولونيل خوسيه إنريكي فاريلا. كانت قوات ياغوي متقدمة الشمال، مما جعلها تحقق مكاسب سريعة بشكل ملحوظ، ومن ثم تحولت باتجاه الشمال الشرقي نحو مدريد وطليطلة. دخلت قوات فاريلا الأندلس وسيطرت على المدن الرئيسية كإشبيلية، غرناطة وقرطبة. فقط بفضل جيش أفريقيا تحقق معظم هذا التقدم، وتقريبا كل غرب إسبانيا كانت في يد القوميين الفرانكونيين بحلول نهاية سبتمبر 1936. بحلول أوائل عام 1937، ارتفعت قوة جيش افريقياإلى 60,000 رجل. قاد الريغولارس وفيلق الجيش الإسباني بالخارج العمليات القومية المناهضة للفترة المتبقية من الحرب، ولعب دورا محوريا في فوز القوميين الفرانكونيين.
بعد استقلال المغرب عام 1956 تم نقل الجزء الأكبر من القوات الأهلية النظامية المعينين محليا إلى الجيش الملكي المغربي الجديد. مدينتي مليلية وسبتة ومناطق أخرى شمال المغرب بقيت مستعمرات أسبانية ولا تزال حامية من قبل وحدات فيلق الجيش الإسباني بالخارج والنظامية.